# Serge Beltrame
Pour les articles homonymes, voir Beltrame.
Serge Beltrame, né le 29 mars 1944 à Vesoul (Haute-Saône), est un homme politique français.

## Biographie
Agent SNCF, édile très éclectique (parachutiste et écrivain, il a publié La Vie de Louise Michel[réf. souhaitée], la révolutionnaire française), Serge Beltrame poursuit sans interruption son ascension politique et entre rapidement dans les hautes sphères du Palais présidentiel à Paris, alors occupé par François Mitterrand. 
Nommé ambassadeur de France à Rabat, seul un incident de santé l’oblige à quitter la vie politique qu'il mena comme maire de la cité thérmale de Contrexéville entre 1977 et 1995, conseiller général des Vosges dans le canton de Vittel de 1976 à 1982, conseiller régional de Lorraine (1981-1998) et député de la 4e circonscription des Vosges (circonscription de Neufchâteau) à deux reprises (1981-1986 puis 1988-1993).

## Détail des fonctions et des mandats
- 1976 - 1982 : Conseiller général du canton de Vittel
- 1977 - 1995 : Maire de Contrexéville
- 1981 - 1998 : Conseiller régional de Lorraine
- 21 juin 1981 - 1er avril 1986 : Député de la 4e circonscription des Vosges
- 12 juin 1988 - 1er avril 1993 : Député de la 4e circonscription des Vosges